# Voyage à Yoshino
Pour plus de détails, voir Fiche technique et Distribution.
Voyage à Yoshino est un film dramatique franco-japonais de Naomi Kawase, sorti en 2018.

## Synopsis
Dans la forêt de Yoshino vit Tomo, avec son chien blanc Ko. Il habite à proximité de la vieille Aki, aveugle. Tous deux vivent simplement, en symbiose avec cette forêt. Un jour, une Française, Jeanne, débarque à la recherche d'une plante médicinale nommée « vision » qui n'apparaît que tous les 997 ans.
Tous deux se mettent en quête de la plante, se découvrant mutuellement. Un jour, Tomo recueille Rin, un jeune homme perdu et blessé. Au rythme des saisons, le passé et le présent se mêlent au cœur de la forêt bruissante, révélant les liens réels ou supposés de ces personnages.

## Fiche technique
Sauf indication contraire, les informations mentionnées dans cette section peuvent être confirmées par la base de données cinématographiques IMDb,  présente dans la section « Liens externes ».
- Titre original : Vision
- Titre français : Voyage à Yoshino
- Réalisation : Naomi Kawase
- Scénario : Naomi Kawase
- Photographie : Arata Dodo[1]
- Montage : Yōichi Shibuya
- Musique : Makoto Ozone
- Producteur : Marianne Slot et Naomi Kawase
- Production : Kumie et Slot Machine
- Distribution : Haut et Court
- Pays d'origine :  Japon,  France[2]
- Langues de tournage : japonais, français[2]
- Genre : Drame
- Format : Couleurs - 2,35:1
- Durée : 109 minutes
- Dates de sortie :
  - Japon : 8 juin 2018
  - France : 28 novembre 2018

## Distribution
- Juliette Binoche : Jeanne
- Masatoshi Nagase : Tomo
- Takanori Iwata : Rin
- Mari Natsuki : Aki
- Kazuko Shirakawa
- Minami : Hana
- Mirai Moriyama : Gaku
- Min Tanaka : Minamoto

## Réception
L'accueil francophone est mitigé : 
- « Naomi Kawase filme Juliette Binoche dans une forêt au Japon pour une plongée métaphysique simpliste. »[3]
- « La narration est empreinte de solennité, liée aux sujets mélodramatiques que la cinéaste affectionne (la naissance, la fragilité des liens familiaux et amoureux) »[4].